# Trichomycterus brunoi
Trichomycterus brunoi är en fiskart som beskrevs av Barbosa och Costa 2010. Trichomycterus brunoi ingår i släktet Trichomycterus och familjen Trichomycteridae. Inga underarter finns listade i Catalogue of Life.